# واندا أوستين
واندا أوستين (بالإنجليزية: Wanda Austin)‏ هي مهندسة فضاء جوي ومهندسة أمريكية، ولدت في 1954 في ذا برونكس في الولايات المتحدة.